# Bernard Allaire
Pour les articles homonymes, voir Allaire.
Bernard Allaire né à Québec le 7 juin 1960 est un historien québécois habitant en France. Il est diplômé de l’Université Laval de Québec et de l’École des hautes études en sciences sociales de Paris. Il est spécialiste des économies urbaines, maritimes et coloniales de l’Ancien Régime.

## Biographie
Il est l’auteur de l’ouvrage Pelleterie, manchons et chapeaux de castor : les fourrures nord-américaines à Paris 1500-1632, (Québec, Septentrion et Paris, Presses universitaires de Paris-Sorbonne, 1999) gagnant du prix Jean-Charles-Falardeau pour le meilleur ouvrage en sciences sociales, de Crépuscules ultramontains : marchands italiens et grand commerce à Bordeaux au XVIe siècle, (Bordeaux PUB, 2008) gagnant du prix Louis Desgraves de l’Académie nationale des belles-lettres et arts de Bordeaux, La Rumeur Dorée: Roberval et l'Amérique (Montréal, La Presse, 2013) et le tout récent collectif Law, Labour and Empire: Comparative Perspectives on seafarers c. 1500-1800, (Londres, Palgrave, 2015).
Il participe en tant que consultant à différents projets à caractère historique et archéologique de concert avec des chercheurs européens et nord-américains. Après quelques années de recherches pour le bureau parisien des archives du Canada et le CELAT de l'Université Laval. Il s’est impliqué dans l’histoire des grandes explorations euro-américaines avec le groupe Britannique ARTAF sur les voyages de Martin Frobisher, avec les Éditions du Septentrion pour l’histoire de Samuel de Champlain, avec la Texas Historical Commission pour les expéditions de Cavelier de La Salle ou le SCIAA de Caroline du Sud pour l’expédition du navire Le Prince.
Spécialiste de la calligraphie et des manuscrits anciens, il a étudié les systèmes d’échange et de correspondance administrative, commerciale et diplomatique européens avec l’Amérique pour le Musée canadien de l'histoire. Il a coopéré avec la Direction des Recherches Archéologiques, Subaquatiques et Sous-marines de France dans les fonds d’archives liés à l’histoire des naufrages et travaille avec la Commission de la capitale nationale du Québec sur l’histoire du site archéologique de Cartier-Roberval au Cap-Rouge, près de Québec. Il est également chercheur honoraire l'Université d'Exeter en Angleterre sur l'histoire des navigations anglo-hollandaises en Méditerranée aux XVI-XVIIe siècle dans le cadre du projet Européen Sailing into Modernity dirigé par la professeure Maria Fusaro. Il est impliqué depuis 2016 avec le département d'histoire du Trinity College Dublin en Irlande sur l'histoire des pêcheries du XVIe au XVIIIe siècle.

## Publications
- Pelleteries, manchons et chapeaux de castor : les fourrures nord-américaines à Paris, 1500-1632, Sillery (Québec) / Paris, Éditions du Septentrion / Presses de l'Université de Paris-Sorbonne, 1999, 304 p. (ISBN 2-89448-138-1 et 2-84050-161-9, présentation en ligne).
- Crépuscules ultramontains : marchands italiens et grand commerce à Bordeaux au XVIe siècle, Pessac, Presses universitaires de Bordeaux, coll. « La mer au fil du temps : histoire », 2008, 252 p. (ISBN 978-2-86781-412-9).
- La rumeur dorée : Roberval et l'Amérique, Montréal, Les Éditions La Presse / Commission de la capitale nationale du Québec, coll. « Bibliothèque de la Capitale nationale », 2013, 159 p. (ISBN 9782897051570 et 2897051574, présentation en ligne).